# Bataille de Stockach (1800)
Pour les articles homonymes, voir Bataille de Stockach.
Deuxième Coalition
Batailles
Guerre de la Deuxième Coalition
- St George's Caye (navale) (09-1798)
- Nicopolis (10-1798)
- Corfou (11-1798)
- Copenhague (navale) (04-1801)
- Algésiras (navale) (06-1801)

Campagne de Hollande
- Callantsoog (08-1799)
- Vlieter (08-1799)
- Zyp (09-1799)
- Bergen (09-1799)
- Alkmaar (10-1799)
- Castricum (10-1799)

Campagne de Suisse
- Ostrach (03-1799)
- Feldkirch (03-1799)
- 1re Stockach (03-1799)
- Frauenfeld (05-1799) (en)
- Winterthour (05-1799)
- 1re Zurich (06-1799)
- Schwytz (08-1799)
- Amsteg (08-1799) (en)
- Saint-Gothard (09-1799)
- 2e Zurich (09-1799)
- Linth (09-1799) (en)
- Muten (10-1799) (ru)
- Engen (05-1800)
- 2e Stockach (05-1800)
- Moesskirch (05-1800)
- Biberach (05-1800)
- Erbach (05-1800)
- Höchstädt (06-1800)
- Ampfing (12-1800)
- Hohenlinden (12-1800)

Campagne d'Égypte
- Malte 1 (06-1798)
- Malte 2 (06-1798)
- Alexandrie (07-1798)
- Chebreiss (07-1798)
- Pyramides (07-1798)
- 1re Aboukir (08-1798)
- Salheyeh (08-1798)
- Malte 3 (09-1798)
- Sédiman (10-1798)
- Caire (10-1798)
- Samanouth (01-1799)
- El Arish (02-1799)
- Syène (02-1799)
- Jaffa (03-1799)
- Saint-Jean-d'Acre (03-1799)
- Mont-Thabor (04-1799)
- 2e Aboukir (07-1799)
- Damiette (11-1799)
- Héliopolis (03-1800)
- 3e Aboukir (03-1801)
- Mandora (03-1801)
- Canope (03-1801)
- Fort Jullien (04-1801)
- Le Caire (06-1801) (en)
- Alexandrie (08-1801)

2e Campagne d'Italie
- Vérone (03-1799)
- Magnano (04-1799)
- Cassano (04-1799)
- Mantoue (04-1799)
- Bassignana (05-1799)
- 1re Marengo (05-1799) (en)
- Modène (06-1799) (en)
- Trebbia (06-1799)
- 2e Marengo (06-1799) (en)
- Novi 1 (08-1799)
- Rome (09-1799)
- Mannheim (09-1799) (en)
- Novi 2 (10-1799) (en)
- Genola (11-1799)
- Gênes (04-1800)
- Sassello (04-1800) (en)
- Fort Bard (05-1800)
- Verceil (05-1800)
- Turbigo (05-1800)
- Montebello (06-1800)
- 3e Marengo (06-1800)
- Pozzolo (12-1800)

La seconde bataille de Stockach eut lieu à Stockach, le 3 mai 1800 (12 floréal de l'an VIII), entre l'armée française commandée par Claude Jacques Lecourbe et l'armée autrichienne commandée par le prince Joseph-Marie de Lorraine-Vaudémont et se solda par une victoire française.

## Contexte
Du 27 avril au 2 mai 1800, l'armée française commandée par Moreau, forte d'environ 100 000 hommes traverse le Rhin pour se mettre en bataille entre le Danube et le lac de Constance. En face d'elle se trouve l'armée autrichienne commandée par Paul Kray qui attend les Français à Engen.

## La bataille
Tandis que Moreau est accroché à Engen, Lecourbe qui commande l'aile droite de Moreau, surprend l'aile gauche autrichienne commandée par Vaudémont alors qu'il se hâtait de rejoindre Kray.
À 7 heures, Lecourbe manœuvre pour encercler la ville. Les Autrichiens attendent les Français à la sortie des bois, mais une charge des dragons de la cavalerie de Nansouty les force à se replier sur la ville.
Les Français deux fois plus nombreux rencontrent alors une vaillante résistance. L'infanterie autrichienne, bien servie par une puissante artillerie, tient bon. Les attaques répétées de Molitor sur le flanc gauche, permettent à Vandamme de menacer la retraite des Autrichiens. Devinant la manœuvre, ces derniers chargent alors que Montrichard saisit ce moment pour attaquer le centre, l'enfonce, entre dans la ville, la traverse et gagne les hauteurs.

## Conclusions
Débordé de partout, Vaudémont, coupé de l'armée de Kray bat en retraite sur Moeskirch laissant 3 à 4 000 prisonniers, quelques canons, et d'importants magasins aux mains des Français.

## Sources
- Galeries historiques du palais de Versailles - Musée national de Versailles - 1842.